# رولو (دوق نورماندي)

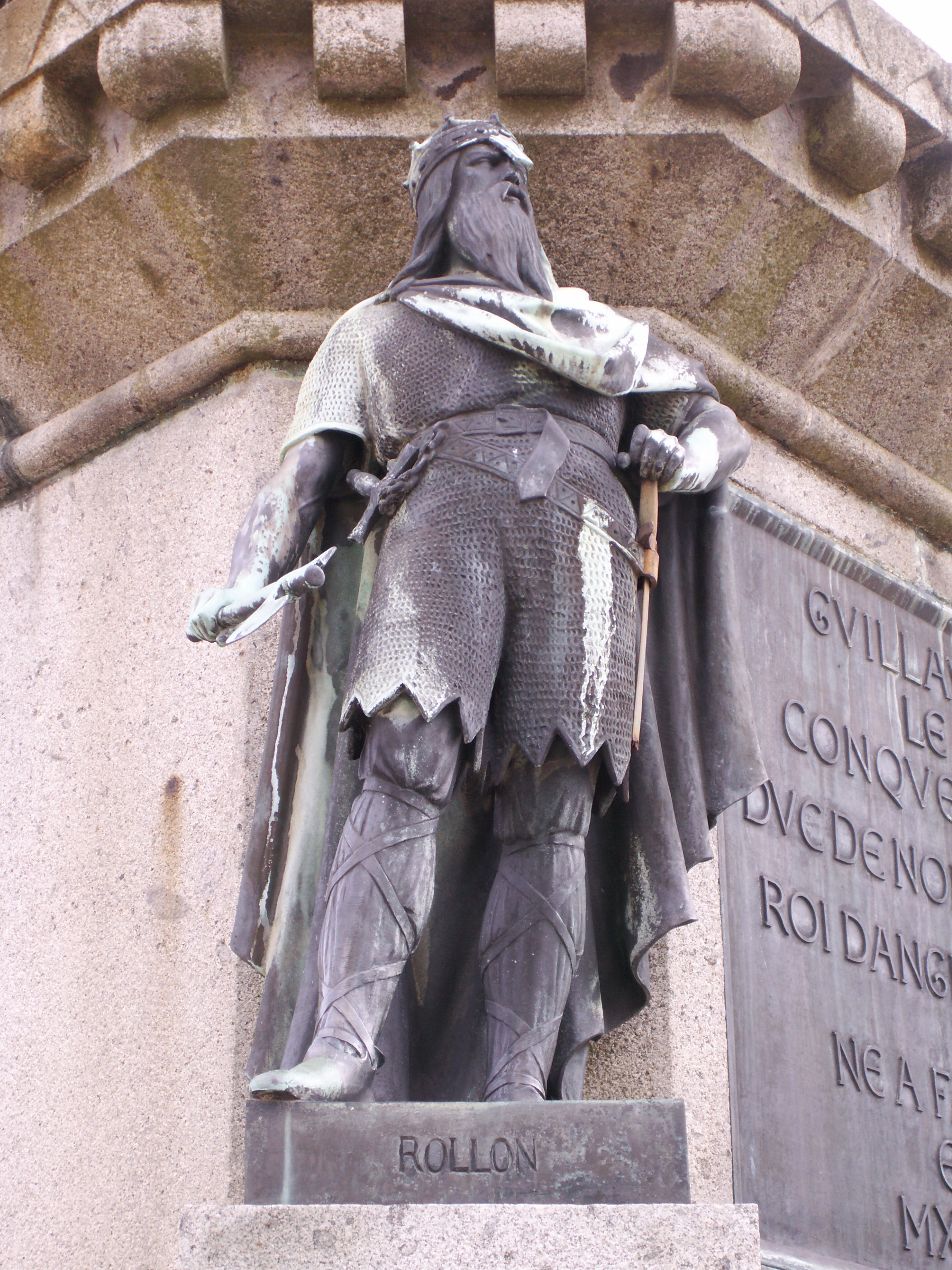
رولو النورماندي

رولو الأول ، دوق نورماندي ( 846 م - 931 م ) . كان رولو من زعماء الفايكنغ ، قاد جماعة من المحاربين الأشداء جنوبا ًإلى فرنسا في بداية القرن العاشر سعياً وراء السلام للبدء بحياة جديدة. فأعطاه ملك فرنسا شارل البسيط منطقة في شمال البلاد على أمل ربما أن يوقف رولو هذا مواطنيه الإسكندنافيين في المستقبل من ادعاء حقهم بأي منطقة مجدداً، والمطالبة بأراض أخرى. وكان على رولو أيضاً الموافقة على قبول الدين المسيحي، والاعتراف بالملك شارل سيداً مطلقاً عليه .
وأصبحت تلك المنطقة دوقية نورماندي، وكان وليام الفاتح واحداً من ذرية رولو الأول دوق النورماندي هذا .

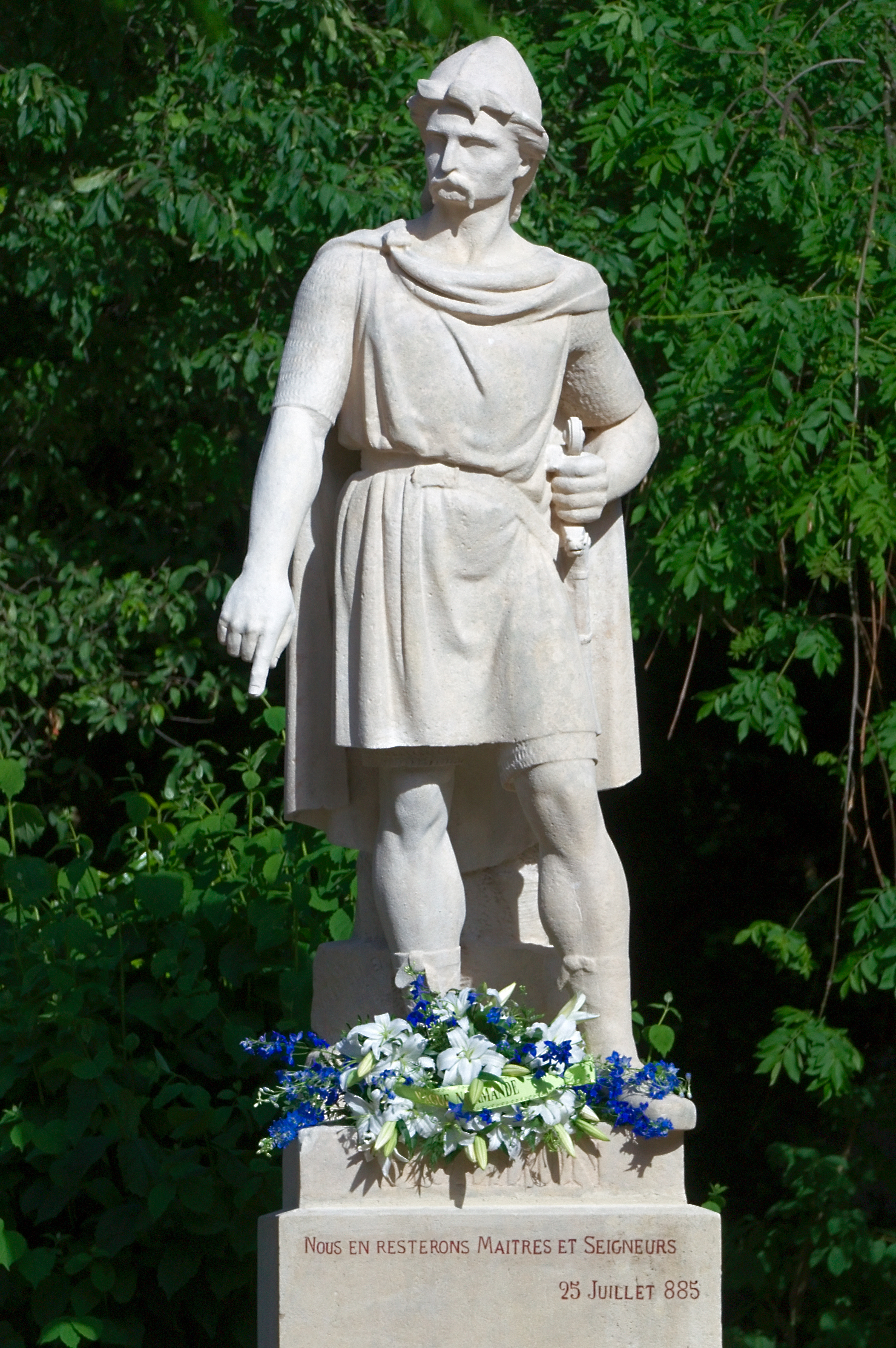
تمثال لرولو النورماندي.

## وفاته
توفي رولو عام 931 م .